# Amenemhat II
Nubkaura Amenemhat, o Amenemhat II, fue el tercer faraón de la dinastía XII de Egipto. Gobernó unos 35 años, de c. 1915-1880 a. C.. Su nombre de Trono, Nubkaura, significa "Dorados son los Ka (espíritus) de Ra".
Es denominado Nubkaura en la lista Real de Abidos y Nubkara la lista Real de Saqqara, pero es ilegible en el Canon Real de Turín. Si es el Ammenemes del que escribió Manetón, según Sexto Julio Africano, gobernó durante treinta y ocho años.

## Biografía
Era hijo del faraón Senusert I (Sesostris I), su predecesor. 
Durante su reinado se desarrolló el comercio con los países vecinos, fueron organizadas expediciones a Kush y a Punt. También alentó la asociación con algunos países asiáticos. 
Fueron registradas en aquella época algunas expediciones militares: la expedición a Siria tuvo como resultado la ocupación de dos ciudades fortificadas; más de 1500 cautivos fueron traídos a Egipto, siendo empleados en los trabajos de construcción de la necrópolis real. 
La amplia actividad del rey reforzó la independencia de los nomarcas, siéndoles permitido mantener sus propios ejércitos. 
Amenemhat II estableció una corregencia con su hijo Senusert II (Sesostris II) en su 33º año de reinado, cuando él envejecía, para asegurar la continuidad de la dinastía.

## Testimonios de su época

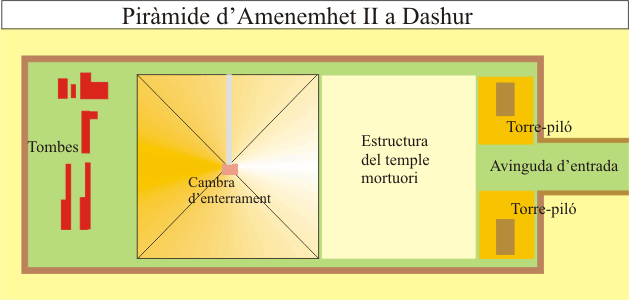
Planta de la pirámide de Amenemhat II en Dahshur.

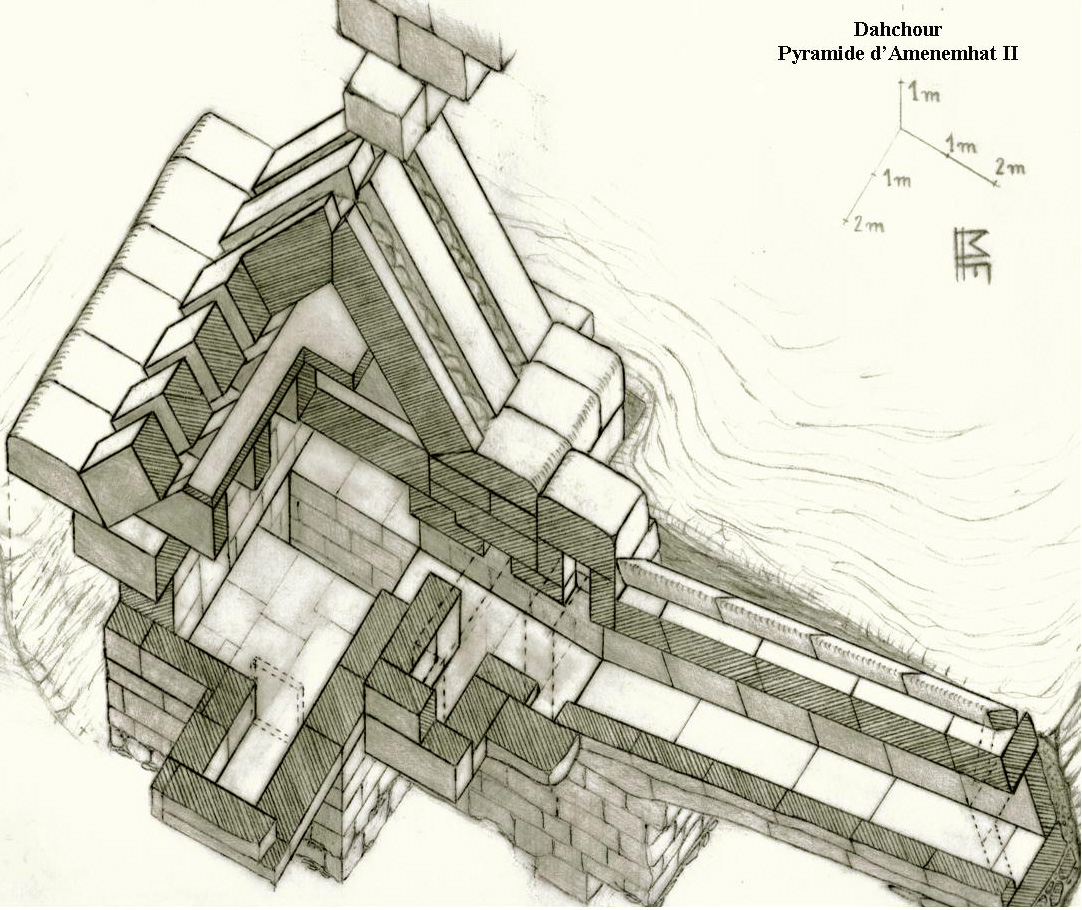
Cámara funeraria de la pirámide de Amenemhat II.

Se encontró en Menfis un documento trascendental: los fragmentos de un escrito datado durante su reinado, que informa de acontecimientos de los primeros años de su gobierno y menciona los donativos realizados a varios templos así como una campaña a Canaán meridional y de la presencia en la corte de kushitas trayendo tributos. 

### Construcciones
Ordenó construir una pirámide en Dahshur, que fue acabada en piedra caliza blanca de Tura; está muy deteriorada y poco estudiada; la cámara funeraria contiene un sarcófago de piedra caliza. Junto a la pirámide fueron encontradas las tumbas de varias esposas reales; algunas de ellas todavía contenían joyas de oro.

### Inscripciones
El tesoro con recipientes de plata y sellos extranjeros de estilo del cercano oriente y otro de lapislázuli encontrados bajo el templo de Montu en Tod. Las cajas que contienen el tesoro llevan el nombre de Amenemhat (Bisson de la Roque/Contenau/Chapouthier, Fernand 1953)
El nombre del rey es mencionado en varias inscripciones: 
- Estela encontrada en Uadi Um Balad (Mathieu 1998)
- Puerta monumental en Hermópolis (Spencer 1989: p. 93)
- En una roca, junto con Senusert II, cerca de Asuán (de Morgan 1894: 24. 167; 25.178 - 39.169)
- Fragmentos de piedra con anales, en Menfis (Altenmüller/Moussa 1991)
- Placa de fayenza (Museo Petrie UC13201)
- Sello cilíndrico (Nubkaura) (Museo Petrie UC11277)
- Fragmento con el nombre de Horus (Museo Petrie UC11270)

## Titulatura
| Titulatura | Jeroglífico | Transliteración (transcripción) - traducción - (referencias) |

| G5 |

| G5 |

| V28 | V31 · N35 | G17 | U4 |

| V28 | V31 · N35 | G17 | U4 |

| V28 | V31 · N35 | G17 | U4 |

| V28 | V31 · N35 | G17 | U4 |

| G5 |

| G5 |

| V28 | V31 · N35 | G17 | U4 |

| V28 | V31 · N35 | G17 | U4 |

| V28 | V31 · N35 | G17 | U4 |

| V28 | V31 · N35 | G17 | U4 |

| G16 |

| G16 |

| V28 | V31 · N35 | G17 | U4 |

| V28 | V31 · N35 | G17 | U4 |

| G16 |

| G16 |

| V28 | V31 · N35 | G17 | U4 |

| V28 | V31 · N35 | G17 | U4 |

| G8 |

| G8 |

| U4 | P8 |

| U4 | P8 |

| G8 |

| G8 |

| U4 | P8 |

| U4 | P8 |

| N5 · S12 | D28 | D28 | D28 |

| N5 · S12 | D28 | D28 | D28 |

| N5 · S12 | D28 | D28 | D28 |

| N5 · S12 | D28 | D28 | D28 |

| N5 · S12 | D28 | D28 | D28 |

| N5 · S12 | D28 | D28 | D28 |

| N5 · S12 | D28 | D28 | D28 |

| N5 · S12 | D28 | D28 | D28 |

| N5 · S12 | D28 | D28 | D28 |

| N5 · S12 | D28 | D28 | D28 |

| N5 · S12 | D28 | D28 | D28 |

| N5 · S12 | D28 | D28 | D28 |

| N5 · S12 | D28 | D28 | D28 |

| N5 · S12 | D28 | D28 | D28 |

| N5 · S12 | D28 | D28 | D28 |

| N5 · S12 | D28 | D28 | D28 |

| N5 | S12 | D28 |

| N5 | S12 | D28 |

| N5 | S12 | D28 |

| N5 | S12 | D28 |

| N5 | S12 | D28 |

| N5 | S12 | D28 |

| N5 | S12 | D28 |

| N5 | S12 | D28 |

| N5 | S12 | D28 |

| N5 | S12 | D28 |

| N5 | S12 | D28 |

| N5 | S12 | D28 |

| N5 | S12 | D28 |

| N5 | S12 | D28 |

| N5 | S12 | D28 |

| N5 | S12 | D28 |

| M17 | Y5 · N35 | G17 | F4 · t |

| M17 | Y5 · N35 | G17 | F4 · t |

| M17 | Y5 · N35 | G17 | F4 · t |

| M17 | Y5 · N35 | G17 | F4 · t |

| M17 | Y5 · N35 | G17 | F4 · t |

| M17 | Y5 · N35 | G17 | F4 · t |

| M17 | Y5 · N35 | G17 | F4 · t |

| M17 | Y5 · N35 | G17 | F4 · t |

| M17 | Y5 · N35 | G17 | F4 · t |

| M17 | Y5 · N35 | G17 | F4 · t |

| M17 | Y5 · N35 | G17 | F4 · t |

| M17 | Y5 · N35 | G17 | F4 · t |

| M17 | Y5 · N35 | G17 | F4 · t |

| M17 | Y5 · N35 | G17 | F4 · t |

| M17 | Y5 · N35 | G17 | F4 · t |

| M17 | Y5 · N35 | G17 | F4 · t |